# Obična prehlada
Prehlada je poznata i kao nazofaringitis, rinofaringitis ili akutna viroza. Radi se o zaraznoj bolesti gornjeg dišnog sustava koja se lako širi i koja pogađa uglavnom nos. Simptomi uključuju kašalj, grlobolju, iscjedak iz nosa (rinoreju) i groznicu. Simptomi obično nestaju u roku od sedam do deset dana. Neki simptomi, međutim, mogu trajati i do tri tjedna. Rinovirusi su najčešći uzročnici prehlade, ali istu može uzrokovati više od dvije stotine različitih virusa.
Infekcije gornjih dišnih puteva kategorizirane su po dijelovima tijela koji su pretežno pogođeni. Prehlada prvenstveno napada nos, grlo (faringitis) i sinuse (sinusitis). Simptomi se više javljaju zbog odgovora imunološkog sustava na infekciju, nego zbog oštećenja tkiva od strane samih virusa. Pranje ruku primarna je metoda sprječavanja infekcije, a može biti od pomoći i nošenje zaštitne maske za lice.
Ne postoji lijek protiv prehlade, ali simptomi mogu biti uspješno tretirani. Prehlada je najčešća zarazna bolest kod ljudi. Prosječna odrasla osoba preboli i do dvije ili tri prehlade godišnje, a dijete u prosjeku oboli šest do dvanaest puta godišnje.

## Znakovi i simptomi
Najčešći su simptomi prehlade kašalj, iscjedak iz nosa, začepljen nos i grlobolja. Dodatni simptomi mogu uključivati bol u mišićima (mialgiju), osjećaj umora, glavobolju i gubitak apetita. Grlobolja je prisutna u oko 40% ljudi, dok su kašalj i bol u mišićima prisutni u oko 50 % slučajeva. Groznica nije uobičajena kod odraslih osoba, ali je česta u dojenčadi i male djece.
Kašalj uzrokovan prehladom obično je blag u odnosu na kašalj uzrokovan gripom. Istovremenost simptoma kašlja i groznice kod odraslih osoba ukazuje i na veću vjerojatnost gripe, iako obje bolesti dijele neke sličnosti. Neki virusi koji uzrokuju prehladu također mogu proći i bez simptoma. Boja sluzi koja se iskašlje iz donjih dišnih puteva (ispljuvak) ili sluz iz nosa mogu varirati od bistro žute do zelene. Boja sluzi ne ukazuje na to je li infekcija uzrokovana bakterijama ili virusom.

### Napredovanje bolesti
Prehlada obično počinje osjećajem umora, osjećajem hladnoće, kihanjem i glavoboljom, nakon čega slijede simptomi poput iscjetka iz nosa i kašlja koji se pojavljuju u roku od dva ili više dana. Prvi simptomi počinju oko 16 sati nakon izlaganja uzročniku i najčešće dosegnu svoj vrhunac dva do tri dana od početka zaraze. Obično prestaju nakon sedam do deset dana, ali u rijetkim slučajevima mogu trajati i do tri tjedna. Simptomi su nešto teži kod djece. Kašalj, naime, traje više od deset dana u 35 do 40 % slučajeva koji uključuju djecu, a u 10% slučajeva može trajati i više od 25 dana.

## Uzroci

### Virusi
Obična prehlada virusna je infekcija gornjih dišnih puteva. Najčešći je uzročnik rinovirus koji spada u grupu picornavirusa, malih RNK virusa, a odgovoran je za 30 do 80 % slučajeva. Sljedeća skupina čestih uzročnika prehlade su koronavirusi i uzrokuju 10 do 15 % slučajeva prehlade, a isto toliko slučajeva uzrokuje i influenzavirus (virus gripe). Ostali uzročnici mogu biti humani parainfluenza virus, humani respiratorni sincicijski virus, adenovirusi, enterovirusi ili metapneumovirusi. Za vrijeme trajanja bolesti vrlo je česta prisutnost više od jednog virusa istovremeno u gornjim dišnim putevima. Ukupno je više od dvjesto različitih virusa povezano s prehladom.

### Prenošenje
Virus prehlade obično se prenosi udisanjem ili gutanjem sitnih kapljica iz zraka (aerosola) koje sadrže virus, dodirivanjem zaražene nosne sluzi ili kontaminiranih predmeta. Virusi mogu dulje vrijeme preživjeti u okolišu, a potom se mogu prenijeti rukama do očiju ili nosa i tako izazvati zarazu. Prenošenje prehlade uobičajeno je u vrtićima i školama zbog mnoštva djece sa slabim imunitetom koja borave u neposrednoj blizini i često loše higijene prostora. Zaraza se zatim prenosi u domove na ostale članove obitelji. Ne postoje dokazi da bi strujanje recikliranog zraka tijekom letova putničkim zrakoplovom moglo biti način prijenosa zaraze. Prehlade uzrokovane rinovirusom dosežu najveću sposobnost zaraze (virulenciju) tijekom prva tri dana od pojave simptoma. Sposobnost zaraze umanjena je u narednim danima.

### Vremenske prilike
Tradicionalno je narodno vjerovanje da se prehlada „dobije“ kao posljedica produženog izlaganja hladnom vremenu, pogotovo kiši i zimskim vremenskim uvjetima. Samo ime bolesti proizlazi iz tog vjerovanja. Uloga hlađenja tijela kao faktora rizika još je uvijek kontroverzna i nije sa sigurnošću dokazana. Neki virusi uzročnici prehlade češće se šire u određenim razdobljima u godini koja se podudaraju s hladnim i vlažnim vremenom. Vjeruje se da je broj zaraza povećan za hladnog vremena jer ljudi duže borave u zatvorenom prostoru u neposrednoj blizini, pogotovo djeca koja se u to doba godine vraćaju u školu. Postoje naznake i da su gornji dišni putevi više podložni zarazi za hladnog vremena. Niska vlažnost zraka povećava mogućnost prijenosa virusnih čestica jer suhi zrak omogućava kapljicama aerosola da se dalje rasprše i da dulje ostaju u suspenziji.

### Drugi uzroci
Imunitet stečen na razini populacije igra veliku ulogu u ograničavanju širenja zaraze, kao što je primijećeno kod mlađih populacija (djece) koje se zaraze u većem broju od odraslih populacija. Oslabljeni imunitet također igra veliku ulogu kao faktor rizika. Nedovoljna ispavanost ili pothranjenost tijesno su povezane s povećanim rizikom prehlade što je vjerojatno povezano s oslabljenim imunitetom tijekom ovih stanja.

## Patofiziologija
Pretpostavlja se da su simptomi prehlade uglavnom imunološki odgovor na virus. Mehanizam imunološkog odgovora specifičan je za svaki virus. Na primjer, rinovirus se obično stječe u izravnom kontaktu; on se veže se na ljudske ICAM-1 receptore na nepoznat način i aktivira oslobađanje faktora upale. Oslobođeni upalni faktori uzrokuju simptome prehlade. Mehanizam lokalizirane upale koji se razvije kod zaraze rinovirusom u pravilu ne uzrokuje oštećenje nosnog epitela.
Respiratorni sincicijski virus (RSV) prenosi se, kako izravnim dodirom sa sekretima, tako i putem lebdećih kapljica. Ubrzo se razmnoži u epitelu nosa i grla potom kolonizira donje dišne puteve. RSV oštećuje epitel koji kolonizira. Virus parainfluenze obično uzrokuje upalu nosa, grla i dišnih puteva. U slučaju zaraze djece često kolonizira dušnik te može uzrokovati simptome promuklog kašlja i otežanog disanja i stridora. Takav skup simptoma nazivamo krup. Ovi se simptomi prvenstveno javljaju kod djece jer su dječji dišni putevi užeg promjera.

## Dijagnoza
Razlike među infekcijama gornjeg dišnog sustava uglavnom se temelje na anatomskoj lokaciji simptoma. Prehlada prvenstveno pogađa nos, faringitis grlo, a bronhitis pluća, međutim mogu se javiti i bitna preklapanja kod simptoma. Prehlada se često definira kao akutna upala nosa, a može uključivati i različit stupanj upale grla. Samo-dijagnosticiranje je uobičajeno. Izolacija virusa uzročnika prehlade rijetko se provodi. U većini slučajeva nije moguće identificirati vrstu virusa isključivo putem simptoma.

## Prevencija
Jedini učinkovit način sprječavanja prehlade fizičko je sprječavanje širenja virusa. To prvenstveno uključuje pranje ruku i nošenje maske za lice, dok se u zdravstvenim ustanovama koriste i plaštevi i rukavice za jednokratnu upotrebu. Izoliranje zaražene osobe nije moguće jer je bolest veoma raširena, a simptomi nisu specifični. Cijepljenje se nije pokazalo uspješnim zbog velikog broja mogućih virusa uzročnika bolesti i nijhove sposobnosti brze mutacije. Proizvodnja cjepiva širokog spektra djelovanja stoga je malo vjerojatna.
Redovito pranje ruku pokazalo se učinkovitim u smanjenju prenošenja virusa prehlade, pogotovo kod djece. Nije dokazano povećava li upotreba dezinfekcijskih sredstava tijekom normalnog pranja ruku učinkovitost sprječavanja zaraze prilikom pranja ruku. Integracija cinkom pokazala se učinkovitom u smanjenju broja godišnjih epizoda prehlade, dok rutinsko dodavanje vitamina C ne smanjuje rizik ni ozbiljnost simptoma prehlade. Vitamin C može skratiti trajanje prehlade.

## Liječenje
Ne postoji lijek ili biljni pripravak koji bi dokazano mogao skratiti trajanje prehlade, ali postoje lijekovi koji mogu znatno ublažiti simptome. Neke su se vrste narodnog liječenja pokazale blagotvornim, kao npr. mirovanje, unošenje obilja tekućina i grgljanje toplom slanom vodom, ali blagotvornost ovih metoda uglavnom se pripisuje placebo učinku.

### Simptomatsko liječenje
Terapijski postupci koji se koriste za ublažavanje simptoma uključuju klasične lijekove za ublažavanje boli (analgetike) i snižavanje temperature (antipiretike), kao što su ibuprofen i acetaminofen/paracetamol. Ne postoje dokazi da su lijekovi protiv kašlja djelotvorniji od uobičajenog korištenja analgetika, stoga se ne preporučuju kod djece upravo zbog nedostatka dokaza koji bi potvrdili njihovu učinkovitost te zbog potencijalno štetnih učinaka. Zbog mogućih rizika po zdravlje i nedokazane učinkovitosti Kanada je 2009. ograničila upotrebu bezreceptnih lijekova protiv kašlja i prehlade za djecu do šest godina. Zloupotreba dekstrometorfana (bezreceptnog lijeka protiv kašlja) dovela je do zabrane njegova korištenja u mnogim zemljama.
Kod odraslih se simptomi curenja iz nosa mogu smanjiti upotrebom antihistaminika prve generacije. Oni se međutim povezuju s neželjenim nuspojavama poput pospanosti. Ostali dekongestivi poput pseudoefedrina također su se pokazali djelotvornima kod odraslih. Aerosolni pripravci za nos na bazi ipratropija mogu ublažiti curenje iz nosa, ali nemaju većih učinaka na začepljenost, dok se antihistaminici druge generacije nisu pokazali djelotvornima u slučaju prehlade.
Zbog nedovoljnog broja studija nije poznato smanjuje li povećan unos tekućine simptome ili skraćuje li trajanje bolesti dišnih puteva, a također nema dovoljno podataka za potvrdu učinkovitosti inhaliranja toplog vlažnog zraka u liječenju prehlade. Jedna je studija pokazala da balzam za prsa učinkovito djeluje kod olakšavanja simptoma noćnog kašlja, začepljenosti i poteškoća sa spavanjem.

### Antibiotici i antivirusni lijekovi
Antibiotici nemaju nikakav učinak na virusne infekcije i stoga se nisu pokazali djelotvornima kod prehlade. Antibiotici se, doduše, često propisuju unatoč svojim relativno štetnim nuspojavama. Liječnici antibiotike uglavnom prepisuju upravo zato što ljudi to od njih i očekuju, što liječnici na neki način žele pomoći pacijentu i kao prevencija sekundarnih infekcija dišnih puteva izazvanih bakterijskim uzročnicima. Iako su neka preliminarna istraživanja pokazala određene koristi od njih, ne postoje učinkoviti antivirusni lijekovi za liječenje prehlade.

### Alternativni načini liječenja
Iako postoje brojni alternativni načini liječenja kod prehlade, ne postoji dovoljno znanstveno potvrđenih dokaza koji bi podržali primjenu većine tih terapija. Do 2010. ni jedna studija nije prikupila dokaze o učinkovitosti primjene meda ili ispiranja nosa. Integratori na bazi cinka mogu ublažiti simptome i skratiti njihovo trajanje ako se uzmu unutar 24 sata od pojavljivanja simptoma, dok se učinak vitamina C na prehladu pokazao razočaravajućim unatoč iscrpnim istraživanjima. Dokazi o učinkovitosti pripravaka od ehinaceje nisu konzistentni i bitno variraju po učinkovitosti ovisno o načinu proizvodnje.

## Ishod
Prehlada je općenito blaga infekcija i prestaje sama od sebe te većina simptoma spontano nestane u tjedan dana. Ako dođe do ozbiljnijih komplikacija, to je uglavnom slučaj kod starijih ljudi, vrlo male djece ili pak kod ososba s imunodeficijencijom (oslabljenim imunološkim sustavom). Mogu se pojaviti i sekundarne bakterijske infekcije u vidu sinusitisa, faringitisa ili upale srednjeg uha (otitisa). Prema procjenama, sinusitis se pojavljuje u 8 % slučajeva, dok se upala uha razvije u 30 % ukupnih slučajeva prehlade.

## Učestalost
Prehlada je najčešća ljudska bolest i raširena je u cijelom svijetu. Odrasli godišnje prebole prosječno dvije do pet takvih infekcija, a djeca mogu oboljeti i šest do deset puta godišnje (do dvanaest prehlada godišnje kod školske djece). Kod starijih se osoba zbog oslabljenog imuniteta bilježi porast simptomatskih infekcija.

## Povijest
Iako je uzročnik prehlade utvrđen tek nakon 1950-ih, ova je bolest poznata još od davnina. Simptomi i način liječenja opisani su još u drevnom egipatskom spisu Ebersovom papirusu, najstarijem postojećem medicinskom tekstu koji datira od 16. stoljeća prije Krista. Naziv "(obična) prehlada" počeo se upotrebljavati u 16. stoljeću zbog sličnosti simptoma koji nastaju prilikom izlaganja hladnom vremenu.
U Ujedinjenom Kraljevstvu Medicinsko istraživačko vijeće je 1946. uspostavilo takozvanu "Jedinicu za prehladu" (eng. Common Cold Unit) i upravo je ondje 1956. otkriven rinovirus. U 1970-ima Common Cold Unit dokazala je da liječenje interferonom tijekom faze inkubacije infekcije rinovirusom donekle pruža zaštitu protiv te bolesti, no u praksi se nije uspjela razviti odgovarajuća terapija. Jedinica je zatvorena 1989., dvije godine nakon što je dovršila istraživanje učinka integratora cinka glukonata u prevenciji i liječenju rinovirusnih prehlada. Cink se pokazao jedinom učinkovitom terapijom kojeg je Common Cold Unit uspjela razviti.

## Gospodarski učinak
Utjecaj prehlade na gospodarstvo u većini svijeta nije dovoljno shvaćen. U Sjedinjenim Američkim Državama prehlada je razlog za 75 do 100 milijuna liječničkih posjeta u godini dana što uzrokuje prosječni trošak od oko 7,7 milijardi dolara godišnje. Amerikanci godišnje troše oko 2,9 milijardi dolara na bezreceptne lijekove te dodatnih 400 milijuna na pripravke za olakšavanje simptoma koje im propiše liječnik. Više od trećine ljudi koji posjete liječnika zbog prehlade dobije antibiotik, a njihova pretjerana upotreba može dovesti do razvoja antibiotske rezistencije. Prema procjenama djeca zbog prehlade propuste 22 do 189 milijuna školskih dana u godini. Kao posljedica toga godišnje se izgubi 126 milijuna radnih dana jer roditelji izostaju s posla kako bi mogli njegovati bolesnu djecu. Kad tome još pridodamo 150 milijuna radnih dana za vrijeme kojih zaposlenici izostaju s posla zbog prehlade, sveukupni učinak povezanosti prehlade i izostanka s posla na gospodarstvo premašuje 20 milijardi dolara godišnje. Na prehladu otpada 40 % ukupnog izgubljenog radnog vremena u SAD-u godišnje.

## Istraživanja
Do sada su provedena brojna ispitivanja učinka mnogih antivirusnih lijekova na prehladu, međutim ni jedan od njih nije se pokazao učinkovitim niti je odobren za upotrebu. U tijeku su klinička ispitivanja antivirusnog lijeka plekonarila koji pokazuje obećavajući učinak protiv picornavirusa. U tijeku su također i ispitivanja na pokusnom lijeku BTA-798. Sigurnost plekonarila u oralnom obliku pokazala se upitnom, dok ispitivanje aerosola još uvijek traje.
Istraživačke grupe iz sveučilišta Maryland u College Parku i sveučilišta Wisconsin–Madison sekvencirale su genom svih poznatih virusnih vrsta koje uzrokuju prehladu.